# Jens Teunckens
Jens Teunckens (Geel, 30 januari 1998) is een Belgische doelman die sinds januari 2022 uitkomt voor K Lierse SK.

## Clubcarrière

### Jeugd
Teunckens groeide op in Tessenderlo. Hij begon te voetballen bij Genebos Sport. Hij begon er als veldspeler en stapte later over naar KVC Westerlo, waar hij zich omschoolde tot doelman. Zo versierde hij een transfer naar Club Brugge.

### Club Brugge
Op zeventienjarige leeftijd kwam Teunckens voor het eerst piepen bij de A-kern: hij werd in de selectie opgenomen voor de Supercup 2015. In de A-kern kwam hij in de rangorde aanvankelijk achter Sinan Bolat, Ludovic Butelle, Sébastien Bruzzese en Michaël Cordier te staan. In december 2016 kreeg Teunckens, mede dankzij zijn goede prestaties in de UEFA Youth League en op het WK –17 in 2015, een contractverlenging tot eind 2019.

### Royal Antwerp FC
In januari 2018 werd hij door Club Brugge zonder aankoopoptie uitgeleend aan Royal Antwerp FC, waar hij op 9 mei 2018 zijn debuut in Eerste klasse maakte in de Play-off 2-wedstrijd tegen KAS Eupen. Op het einde van het seizoen werd de overgang, ondanks het gebrek aan aankoopoptie, definitief gemaakt. Teunckens bleef echter in de schaduw van eerste doelman Sinan Bolat staan: in zijn eerste seizoen na zijn definitieve transfer speelde hij geen minuut, in het seizoen 2019/20 speelde hij, om Bolat niet te veel te belasten naar aanleiding van de Europa League-voorrondewedstrijden tegen AZ Alkmaar, twee competitiewedstrijden in het begin van het seizoen. Op het einde van het seizoen werd zijn aflopende contract niet verlengd.

### AEK Larnaca
Na zijn vertrek bij Antwerp tekende Teunckens in augustus 2020 bij de Cypriotische eersteklasser AEK Larnaca. Daar speelde hij negen van de eerste elf competitiewedstrijden, maar toen trainer Joan Carrillo vervangen werd door Sofronis Avgousti verloor Teunckens zijn plaats aan zijn ervaren Spaanse concurrent Toño. Onder Avgousti speelde Teunckens in januari 2021 nog twee competitiewedstrijden, maar daarna verdween hij weer naar de bank.

### RKC Waalwijk
Op 31 augustus 2021 ondertekende Teunckens een contract voor één seizoen bij RKC Waalwijk, dat na de blessure van Joel Castro Pereira een nieuwe doelman zocht. Hij speelde er uiteindelijk geen enkele officiële wedstrijd (ten voordele van Etienne Vaessen), waarop hij op 5 januari 2022 zijn contract ontbond bij de Nederlandse club. RKC stond zijn doelman niets in de weg.

### Lierse Kempenzonen(vanaf 2024/25 K Lierse SK)
Op 5 januari 2022 ondertekende Teunckens een contract tot het einde van het seizoen bij Lierse Kempenzonen. Teunckens maakte op 23 januari 2022 zijn officiële debuut voor Lierse Kempenzonen in de competitiewedstrijd tegen Excel Moeskroen, die op 0-0 eindigde. Hij miste dat seizoen geen enkele wedstrijd meer, al speelde hij op de 25e speeldag wel slechts een halfuur als gevolg van een rode kaart. Teunckens kreeg hiervoor enkel een voorwaardelijke schorsing. In mei 2022 verlengde Teunckens zijn aflopende contract bij Lierse Kempenzonen met een seizoen.
Een paar weken voor de start van het seizoen 2022/23 liep Teunckens een zware knieblessure op die hem zijn volledige seizoen kostte. Lierse Kempenzonen haalde daarop Maxime Delanghe naar het Lisp als vervanger. In februari 2023 werd het contract van Teunckens verlengd tot 2025.

## Clubstatistieken
| Seizoen         | Club               | Land               | Competitie         | Competitie | Competitie | Beker | Beker | Supercup | Supercup | Europees | Europees | Totaal | Totaal |
| Seizoen         | Club               | Land               | Competitie         | Wed.       | Dlp.       | Wed.  | Dlp.  | Wed.     | Dlp.     | Wed.     | Dlp.     | Wed.   | Dlp.   |
| --------------- | ------------------ | ------------------ | ------------------ | ---------- | ---------- | ----- | ----- | -------- | -------- | -------- | -------- | ------ | ------ |
| 2015/16         | Club Brugge        | Vlag van België    | Jupiler Pro League | 0          | 0          | 0     | 0     | 0        | 0        | 0        | 0        | 0      | 0      |
| 2016/17         | Club Brugge        | Vlag van België    | Jupiler Pro League | 0          | 0          | 0     | 0     | 0        | 0        | 0        | 0        | 0      | 0      |
| 2017/18         | Club Brugge        | Vlag van België    | Jupiler Pro League | 0          | 0          | 0     | 0     | —        | —        | 0        | 0        | 0      | 0      |
| 2017/18         | → Royal Antwerp FC | Vlag van België    | Jupiler Pro League | 2          | 0          | 0     | 0     | —        | —        | —        | —        | 2      | 0      |
| 2018/19         | Royal Antwerp FC   | Vlag van België    | Jupiler Pro League | 0          | 0          | 0     | 0     | —        | —        | —        | —        | 0      | 0      |
| 2019/20         | Royal Antwerp FC   | Vlag van België    | Jupiler Pro League | 2          | 0          | 0     | 0     | —        | —        | 0        | 0        | 2      | 0      |
| 2020/21         | AEK Larnaca        | Vlag van Cyprus    | A Divizion         | 9          | 0          | 0     | 0     | —        | —        | —        | —        | 9      | 0      |
| 2021/22         | RKC Waalwijk       | Vlag van Nederland | Eredivisie         | 0          | 0          | 0     | 0     | —        | —        | —        | —        | 0      | 0      |
| 2021/22         | Lierse Kempenzonen | Vlag van België    | Eerste klasse B    | 12         | 0          | 0     | 0     | —        | —        | —        | —        | 12     | 0      |
| 2022/23         | Lierse Kempenzonen | Vlag van België    | Eerste klasse B    | 0          | 0          | 0     | 0     | —        | —        | —        | —        | 0      | 0      |
| 2023/24         | Lierse Kempenzonen | Vlag van België    | Eerste klasse B    |            |            |       |       |          |          |          |          |        |        |
| 2024/25         | K Lierse SK        | Vlag van België    | Eerste klasse B    |            |            |       |       |          |          |          |          |        |        |
| Carrière totaal | Carrière totaal    | Carrière totaal    | Carrière totaal    | 25         | 0          | 0     | 0     | 0        | 0        | 0        | 0        | 25     | 0      |

Bijgewerkt op 25 april 2023.

## Interlandcarrière
Teunckens kwam uit voor verschillende Belgische jeugdelftallen. Hij maakte voor het eerst echt naam op het WK –17 in 2015, toen hij met de Belgische U17 een bronzen medaille behaalde op het jeugd-WK in Chili. Teunckens speelde op dat toernooi zes van de zeven wedstrijden, enkel in de finale voor de derde plaats tegen Mexico kreeg Gaëtan Coucke speeltijd.
In oktober 2019 werd Teunckens opgeroepen voor het A-elftal van België als derde keeper nadat Simon Mignolet en Hendrik Van Crombrugge geblesseerd uitvielen. Hij mocht plaatsnemen op de bank in de EK-kwalificatiewedstrijden tegen San Marino en Kazachstan.
1 Teunckens ·
2 De Schrijver ·
3 Marijnissen ·
5 Laes ·
6 Swinnen ·
8 Van Acker ·
9 S. Limbombe ·
10 De Schryver ·
11 Liongola ·
12 De Smet ·
13 Teunen ·
14 Maes ·
16 Maesen ·
19 Kieboom ·
20 Vanderhallen ·
23 Boone ·
36 Leyssens ·
42 Sampers ·
64 Vanuffelen ·
70 El Touile ·
77 Masaki ·
Naessens ·
Hendrickx ·
Coach: Van Imschoot
· Assistent-coach: Van Kerckhoven